# 結香
結香（ゆか、1989年8月14日 - ）は、日本の歌手。秋田県大仙市（旧・大曲市）出身。血液型O型。千葉大学教育学部卒。

## 人物
名前の由来は、「人と人を結ぶような香り（雰囲気）を作ってほしい」という理由から。のど自慢大会では小柳ゆきの楽曲を歌っていた。世代ではないが、親の影響で尾崎豊の楽曲も好む。

## 略歴
- 秋田県歌謡選手権ポップス部門優勝（小5）。中学生ジュニアのど自慢グランプリ獲得。2012年千葉大学教育学部卒。小学校教員課程を習得し、教員免許を取得。
- 2011年4月、PSP版オトメ系ゲーム「華鬼～恋い初める刻 永久の印」OP主題歌「運命の華」で国立（こくりつ）女子大学生シンガーとしてデビュー。オトメ系ゲームのファンをして、「神すぎる歌姫」といわしめる。同年8月人気イラストレーターTAKAMICHIによるBlu-ray「TAKAMICHI SUMMER WORKS」の主題歌「あなたと見ていた海」を発表。
- 2012年4月、第2弾「華鬼～夢のつづき～」のOP主題歌「奇跡の華」と挿入歌「永遠へ」をリリース。同年9月1st.アルバム「YO・KA・N～予感～」を発売。収録曲「風になりたい」は文化放送「キャイーンのクダラン」のEDテーマ曲となる。
- 2013年6月、3rd.シングル「うつろい」（DVD付）をリリース。
- 2014年3月、4th.シングル「海に生きて/明日へ」をリリース。
- 2015年6月、首都圏で夢追いかける人への応援と故郷のオマージュソング5th.Single「ねぇ」をリリース、同曲は大仙市の公式観光PR映像テーマ曲[1]に起用される。同年、初のワンマンライブを東京と故郷大仙市で行う[2]。
- 2016年4月、デビュー5年にあたり通算7枚目となるAlbum「gently」をリリース。